# Іван Чарнолузький
Іван Чарнолузький — полковник (наказний) Стародубівського полку Гетьманщини (Війська Запорозького Городового). Великий землевласник, підприємець. Учасник Шведської війни. Конфідент Гетьманів Іоанна Мазепи та Іоанна Скоропадського.  Брат сотника Полкового Стародубівського Миколи Чарнолузького.

## Життєпис
Перші відомості про Чарнолузького з'являються з 1691, коли він, будучи значковим товаришем Стародубівського полку Гетьманщини, отримав від тодішнього полковника Стародубівського Михайла Миклашевського дозвіл засипати греблю на річці Городянці і побудувати на ній "млинок і хутірець завести". З цього часу Чарнолузький починає швидко скуповувати ґрунти в Стародубівському полку, постійно отримуючи універсали від гетьманів на різні маєтки.  
1704 - Полковий осавул Стародубівського полку. Отримав за свої служби від Гетьмана Іоанна Мазепи село Фаєвичі Топальської сотні, що перебувало раніше у володінні його брата, сотника Полкового Стародубівського Миколи Чарнолузького і яким згодом заволодів полковник Михайло Миклашевський.  
У званні Полкового осавула 1706 Чарнолузький узятий під Несвіжем шведською армією в полон, з якого викуплений рідними наступного року. Після виходу з полону відразу поставлений полковим сотником Стародубівським, а його попередник — сотник Осип Єлінський - усунутий. 
Очевидно, Чарнолузький і з новим гетьманом Іваном Скоропадським умів ладнати, оскільки постійно отримував від нього універсали на маєтки. Так, наприклад, він додав до своїх маєтків, окрім маєтків померлого брата, ще село Душкин біля Стародуба, якого добився спочатку у магістрату в тимчасове користування, а потім виклопотав на нього гетьманський універсал; 1720 отримав стверджувальний гетьманський універсал на колишній маєток брата, село Меленськ, полкової сотні. 
Сотником Чарнолузький залишався до 1723, коли викликаний до Москви у справі про Почепське межування дяка Лосєва. Ця справа полягала в тому, що за відсутності московського володаря виданий указ, яким узаконюють захоплення фаворитом Петра Романова - Меншиковим - різних земель під Почепом у своє володіння. Скасувавши цей указ, московський очільник, разом із тим, викликав до Москви і тих осіб з української старшини, що брали участь у цьому межуванні.  
10 лютого 1723 Чарнолузький виїхав до Москви разом з іншими.  
Наказним полковником Стародубським Чарнолузький став з 1719, коли помер Лук'ян Жоравка, що був тоді полковником, і місце його залишилося вакантним. Очевидно, Чарнолузький користувався заступництвом кого-небудь із впливових осіб в Петербурзі, так як під час його призначення на цю посаду було обійдено багато зі старшин, що мали за собою більше прав на наказне полковництво, ніж він.   
Наказним полковником Чарнолузький  залишався до лютого 1722, коли на його місце був призначений Петро Корецький. Виїхавши в Москву в 1723 у справі Лосєва, Чарнолузький так і не повернувся на Гетьманщину.  
Помер у Москві 1725. 